# Johann Jungwirth (Ingenieur)
Johann Jungwirth (* 3. Mai 1973 in Miercurea Sibiului / Reußmarkt, Rumänien) ist ein deutscher Ingenieur und Manager. Er ist seit 2019 Vice President Mobility-as-a-Service (MaaS) beim Automobilzulieferer Mobileye.
Jungwirth studierte von 1994 bis 1997 Elektrotechnik an der Dualen Hochschule Baden-Württemberg (damals Berufsakademie) in Stuttgart mit dem Dipl.-Ing. (BA) Abschluss und nahm später am International Motor Vehicle Program der Wharton School of Business und des Massachusetts Institute of Technology sowie an einem Programm der IMD Business School in Lausanne teil.
Seit 1994 war er bei Mercedes-Benz bzw. Daimler beschäftigt, wo er ab 2009 Präsident und CEO der Forschung und Entwicklung für Nordamerika war (Mercedes Benz Research & Development North America) und das Entwicklungszentrum in Sunnyvale leitete. Außerdem leitete er ab 2008 als Vizepräsident für Forschung, Technik- und Produktentwicklung den Bereich Connected Car, Telematik und User Interaction des Unternehmens. Er war maßgeblich am Vorantreiben des Projekts des vernetzten Autos bei Mercedes beteiligt. 2014 wurde er offiziell Direktor der Entwicklung der Mac-Computer (Direktor von Mac Systems Engineering) und der Gruppe "Spezielle Projekte" bei Apple in Cupertino, worunter wahrscheinlich in erster Linie die Auto-Projekte von Apple fielen. Seine Abwerbung von Mercedes zu Apple war als deutliches Indiz gesehen worden, dass Apple an einem geheimen Projekt eines autonom gesteuerten Elektroautos arbeitet (iCar, Titan). Nach nur einem Jahr wurde er von VW abgeworben, nachdem ihn Apple vorher von Mercedes abwarb. Bei VW soll er die Digitalisierungsstrategie und die digitale Transformation leiten, wofür im November 2015 mit seiner Ernennung ein neues Ressort gegründet wurde. Er berichtet als Chief Digital Officer – einer bei Volkswagen 2015 neu geschaffenen Managementposition – direkt an den Vorstandsvorsitzenden.
Seine Berufung erfolgte auf dem Höhepunkt des VW-Abgasskandals. Jungwirth verantwortet bei VW eine zentrale Zukunftsstrategie des Konzerns zur Digitalen Transformation, dazu gehört die Entwicklung selbstfahrender Fahrzeuge. Der VW-Konzern hat nach Einschätzung des Vorstands Matthias Müller bei Ankündigung des Konzernumbaus im Juni 2016 einen großen Nachholbedarf auf dem Gebiet des digitalen vernetzten Autos, nicht nur beim selbstfahrenden Auto, sondern auch beim Sammeln von Automobil-bezogenen Big Data zur Entwicklung und Bereitstellung neuer Dienstleistungen. Jungwirth stellt sich darunter zum Beispiel Mobility-on-Demand, Robotaxis und persönliche Kunden-IDs und -Profile beim Konzern bzw. den Marken auf Basis eines digitalen Ökosystems bzw. einer digitalen Plattform vor. Er bringt in den Konzern einen neuen Umgangston aus seiner alten Wirkungsstätte im Silicon Valley ein, meidet Anzüge und lässt sich mit seinem Spitznamen JJ und per Du anreden. Er wird 2018 die Umsetzungsverantwortung für Mobility-as-a-Service mit selbstfahrenden Flottenfahrzeugen wie Sedric übernehmen und dafür in die USA zurückgehen. Nach Informationen von Welt am Sonntag wird Jungwirth VW ganz verlassen.
Seit 2019 ist Jungwirth Vice President beim israelischen Unternehmen Mobileye. Dort soll er das Mobilitätsgeschäft ausbauen. Nach eigenen Angaben plant der Zulieferer ein System für automatisierte Fahrfunktionen zu entwickeln. Diese könne sowohl in Pkws als auch in Robotaxis eingesetzt werden.
Er ist verheiratet und hat drei Kinder.